# Homéoptoton
Homeóptoton u homoptoton (de origen griego όμοιορτοτον formada esta por όμοιος: semejante y ρτοτος: caída o cadencia) es una figura literaria de repetición utilizada para expresar la igualdad o semejanza en las formas gramaticales finales (género y número en sustantivos o adjetivos, desinencias en verbos), con que termina una serie de frases o miembros de frases:

En cuanto en este mundo vivimos todo lo deseamos,todo los tentamos, todo lo procuramos' y aun todo lo probamos. Y al fin, después de todo lo visto y gustado con todo nos casamos y con todo nos ahítamos.
Antonio de Guevara, Menosprecio de corte y alabanza de aldea

[cita requerida]
Según Estebánez Calderón en su obra Diccionario de términos literarios, en la teoría clásica esta figura se denomina similiter cadens, si la palabra final de cada frase está en el mismo caso, y similiter desinens si presentaba la misma forma verbal:

...que en casa del sobredicho Comendador no entrase, ni al lastimado Zaide acogiese
...de lo que al presente padescía, remedio no hallaba.
Anónimo, Lazarillo de Tormes

Azaustre Galiana y Casas Rigall señalan que la figura del homéoptoton es sinónimo de similicadencia, haciendo referencia a la terminación de frases o miembros consecutivos en la misma desinencia causal, que coincide con el homeotéleuton o similisidesinencia cuando se produce también la semejanza fonética:

Vaya con nosotros llanto, acompáñenos soledad, síganos desconsuelo, visítenos tristeza, cúbranos lenta y dolorosa jerga.
Fernando de Rojas, La Celestina